# Vasyl Voljan
Vasyl Voljan, německy Basil Wolan, cyrilicí Василь Волян (1. března 1827 Nienowice – 28. října 1899 Vídeň), byl rakouský vysokoškolský pedagog a politik rusínské (ukrajinské) národnosti z Bukoviny, na konci 19. století poslanec Říšské rady.

## Biografie
Narodil se v Haliči. Profesí byl doktorem soudního lékařství. Byl též univerzitním profesorem a ředitelem všeobecné nemocnice v Černovicích. Na doktora lékařství studoval v letech 1849–1856 na Vídeňské univerzitě, kde byl také promován. Do roku 1866 byl lékařem v uherském Bardějově (Bartfeld). V letech 1866–1886 působil coby vrchní lékař městské nemocnice. Od roku 1884 byl ředitelem zemské nemocnice a léčebny v Černovicích. Od roku 1874 rovněž vyučoval na Černovické univerzitě. Působil ve funkci zdravotního rady, ředitele černovické nemocnice a mimořádného profesora soudního lékařství.
Byl i veřejně a politicky činný. Zpočátku se profiloval jako ukrajinský národovec, později byl zastáncem proruské (rusofilské) orientace. Byl poslancem Bukovinského zemského sněmu. V roce 1890 zastával funkci náměstka zemského hejtmana (tedy místopředsedy zemského sněmu). Poté, co se roku 1892 sněm po nových volbách opětovně sešel, měl Voljan opět ambici stát se náměstkem zemského hejtmana, což se mu nepodařilo. Uzavřel pak spojenectví s rumunskými poslanci na sněmu a tato rusínsko-rumunská aliance znemožnila, aby na sněmu převládla provídeňská liberální levice.
Byl i poslancem Říšské rady (celostátního parlamentu Předlitavska), kam usedl ve volbách roku 1891 za kurii venkovských obcí, obvod Vyžnycja, Kicmaň atd. Mandát zde obhájil ve volbách roku 1897. V poslanecké sněmovně setrval do své smrti roku 1899. Ve volebním období 1891–1897 se uvádí jako Dr. Basil Wolan, univerzitní profesor, bytem Černovice.
Ve volbách roku 1891 se uvádí jako rusínský kandidát. Připojil se ke konzervativnímu a federalistickému Hohenwartově klubu. Ve volbách roku 1897 byl zmiňován coby starorusínský kandidát. Zasedl do poslaneckého klubu Slovanský křesťansko národní svaz. Podle údajů z nekrologu z konce roku 1899 nebyl členem žádného poslaneckého klubu.
Získal Řád Františka Josefa a byl členem-korespondentem Říšského geologického ústavu ve Vídni. Svůj majetek odkázal ve prospěch ukrajinských řemeslníků v Černovicích. Zemřel v říjnu 1899 ve vídeňském Löwově sanatoriu.